# Gustav Seebich
Gustav Seebich (* 24. Mai 1899 in Ebersbach an der Fils; † 31. August 1985 ebenda) war ein deutscher Kommunalpolitiker.

## Leben
Gustav Seebich studierte an einer höheren Verwaltungsschule und legte 1921 in Stuttgart die Staatsprüfung für den gehobenen Verwaltungsdienst ab. 1925 wurde er mit 25 Jahren in seiner Heimatstadt zum jüngsten Bürgermeister Württembergs gewählt. In der Zeit des Nationalsozialismus und darüber hinaus (bis 1947) behielt er seine Stellung als Bürgermeister. Anfangs war Seebich in der SPD Mitglied, er trat aber auf Anraten der örtlichen Parteileitung aus der SPD aus und blieb auch als Landrat in den 1960er Jahren parteilos. Allerdings stellte er am 1. Mai 1933 einen Antrag auf Parteiaufnahme in die NSDAP, was aber 1935 vom NS-Gaugericht abgelehnt wurde. 
Seebich trat nie aus der Evangelischen Kirche aus und arbeitete eng mit dem Ortspfarrer und Mitglied der Bekennenden Kirche, Hermann Diem, zusammen. 
Er war mit dem 1933 von den Nazis aus dem Amt gedrängten Göppinger Oberbürgermeister Otto Hartmann befreundet, der über Gustav Seebich schrieb: „Während mir das Schicksal die Gnade erwiesen hat, im sogenannten dritten Reich nicht an leitender Stelle dienen zu müssen, wurde Seebich 1933 vor die schwere Aufgabe gestellt, auf seinem Posten zu bleiben. Er ist der Aufgabe gerecht geworden, ohne Schaden an seiner Seele zu nehmen.“
Ende März 1945 organisierte er zusammen mit Hermann Kolb die kampflose Übergabe seiner Heimatstadt an die amerikanischen Truppen.
Von 1948 bis 1966 war er Landrat des Landkreises Göppingen.
1948 wurde er Vorsitzender des Landkreistages Württemberg-Baden. Zwischen 1952 und 1960 war Seebich Präsident des Deutschen Landkreistages.